# Nicolas Prost
Nicolas Jean Prost (Saint-Chamond, 18 de agosto de 1981) é um automobilista francês, filho do campeão quatro vezes da Fórmula 1 Alain Prost, corre atualmente na Fórmula E. Ele também é um piloto no Campeonato Mundial de Endurance da FIA pela Rebellion Racing. Ele também já foi piloto reserva da Lotus na Fórmula 1.

## Carreira

### Primeiros anos
Nascido em Saint-Chamond começou a correr apenas aos 22 anos na Fórmula Campus França. Prost também já foi um golfista, ganhando torneios pela Universidade de Columbia.

### Fórmula 3
Em 2006, ele entrou para a Fórmula 3 Espanhola. Prost ganhou uma corrida e conseguiu seis pódios, que o deu o quarto lugar no campeonato bem como o título de melhor estreante.
Em 2007, ele terminou em terceiro com duas vitórias, uma pole e sete pódios.

### Fórmula 3000 Europeia
Em 2008 ele entrou na Bull Racing e ganhou a Euroseries 3000 em seu ano de estreia com uma vitória, duas poles e sete pódios.

### A1 Grand Prix
Na terceira temporada da A1 GP (2007-08), Nicolas foi o piloto estreante pela Team France.
Pela quarta temporada, Prost ainda era o piloto estreante e aceitou todas as sessões para pilotos estreantes. Ele foi promovido a piloto no final da temporada e mostrou que tinha força para brigar na frente do pelotão. A equipe emitiu um comunicado no final da temporada em que ele poderia ser o piloto para toda a temporada de 2009-10.

### 24 Horas de Le Mans
Em 2007 ele competiu pela Team Oreca ao lado de Laurent Groppi e Jean-Philippe Belloc. Terminou em quinto em sua categoria.
Em 2009, Prost correu pela primeira vez na categoria LMP1, pela Speedy Racing Team. Ele fez uma grande corrida, especialmente na manhã de domingo com um stint quadruplo impressionante, o qual tirou o carro da oitava posição para a quarta. Infelizmente, um problema na caixa de câmbio levou o carro para a 14ª posição.
Depois de um difícil ano em 2010 ele teve uma grande temporada em 2011. Prost e seus colegas de equipe Jani e Bleekemolen terminaram em sexto e em primeiro.
Na edição de 2012 das 24 Horas de Le Mans, Prost e sua equipe conseguiram um quarto lugar na classe LM-P1 junto com seus companheiros Neel Jani e Nick Heidfeld. Prost dirigiu na última etapa da corrida.

### Campeonato Mundial de Endurance da FIA
Em 2012 e 2013, Prost competiu no Campeonato Mundial de Endurance da FIA pela Rebellion Racing na classe LMP1. Com seu companheiro de equipe Neel Jani, eles ganharam nove corridas nesses dois anos na categoria LMP1. Em 2014, Prost ganhou as quatro primeiras corridas na categoria LMP1 e ganhou o título da categoria pela Rebellion Racing.

### Andros Trophy
Durante o inverno europeu de 2009-10, Prost participou da famosa corrida no gelo Andros Trophy na categoria de carros elétricos. Ele ganhou o campeonato com cinco poles, seis vitórias e 18 pódios em 21 corridas. Ele defendeu seu título de forma bem-sucedida na temporada de 2010-11.
Em 2011-12, ele se juntou ao seu pai pela equipe Dacia e conseguiu o título de estreante na categoria principal.

### Fórmula 1

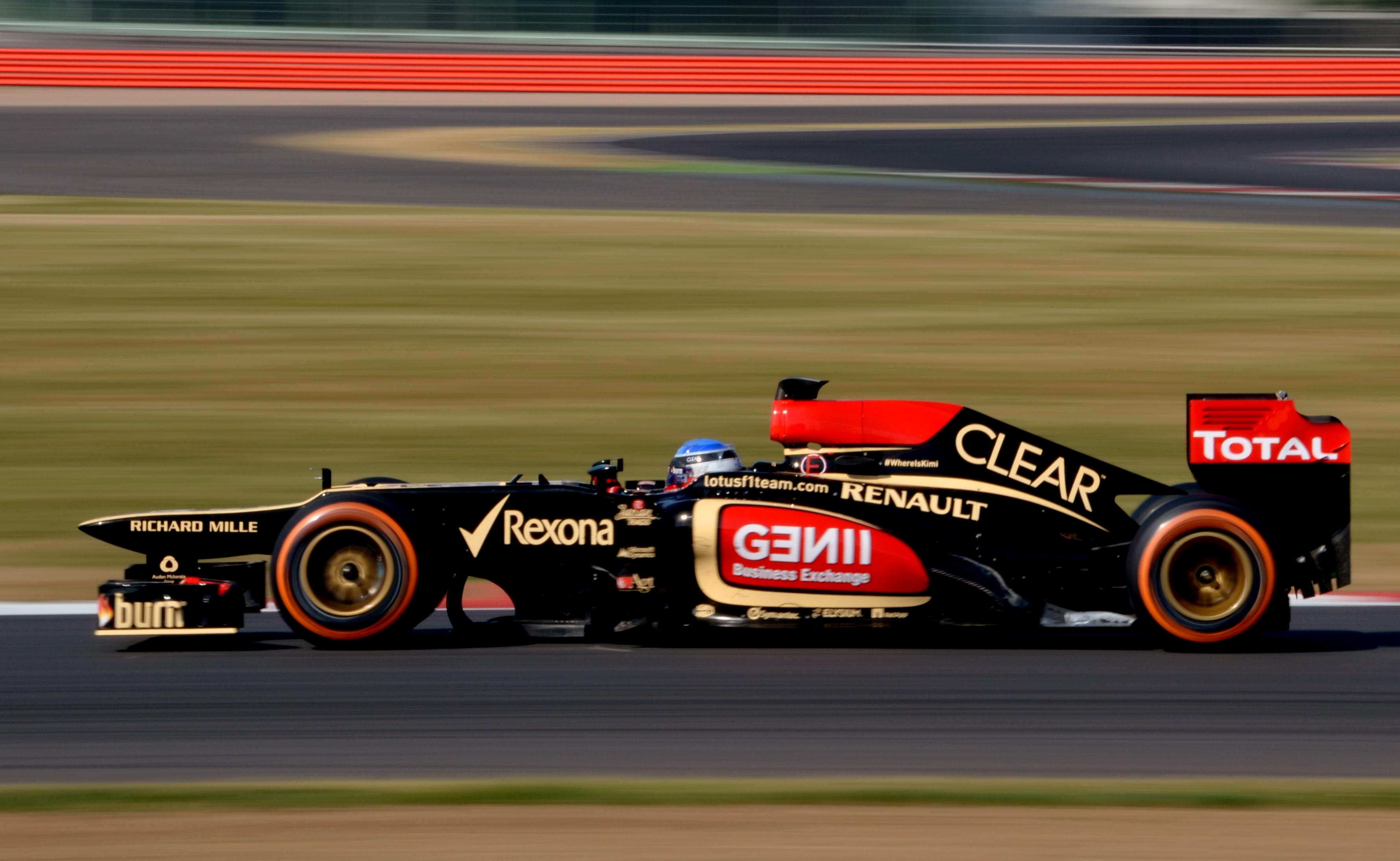
Nicolas Prost nos testes de Silverstone pela Lotus.

Em 2010 dirigiu pela Lotus em Magny-Cours e impressionou a equipe, batendo seu oponente do dia por mais de dois segundos.
Em 2011 entrou para a equipe de gerenciamento de estruturas gravitacionais e permaneceu como um piloto pela Lotus. Ele dirigiu em algumas sessões de testes para a equipe, bem como participou de eventos corporativos.
Em 2012 foi anunciado que Prost faria o teste de jovens pilotos em Abu Dhabi pela Lotus.
Em 2013 Prost continuou como piloto de teste e desenvolvimento pela Lotus. Ele dirigiu no teste de iniciantes em Silverstone, no qual ele fez a volta mais rápida isolada entre os iniciantes e apenas três décimos atrás de Vettel.
Em 2014 foi piloto de testes e desenvolvimento pela Lotus.

### Fórmula E

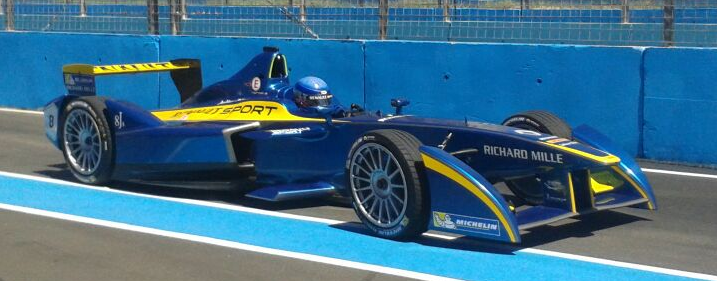
Nicolas Prost no carro da Renault e.dams.

Em 30 de junho de 2014 Prost assinou um contrato para correr na temporada inaugural da Fórmula E pela Renault e.dams. Na primeira corrida em Pequim, Prost se tornou o primeiro Pole Position da categoria. Ele liderou a corrida até a última curva, quande se envolveu em um acidente com Nick Heidfeld, dando a primeira vitória da história da corrida de bandeja ao brasileiro Lucas Di Grassi.